# 1008 La Paz
Az 1008 La Paz (ideiglenes jelöléssel 1923 PD) a Naprendszer kisbolygóövében található aszteroida. Max Wolf fedezte fel 1923. október 31-én, Heidelbergben.